# Ježdík obecný
Ježdík obecný (Gymnocephalus cernuus), znám také pod anglickým názvem ruffe, patří mezi druhy ryb z čeledi okounovitých. Na většině území České republiky je tento druh původním. V tocích plní funkci regulátora stavu bílých ryb a tvoří značnou část potravy dravých ryb. Bývá používán, jako návnada pro štiky.

## Synonyma
- Perca cernua Linnaeus, 1758
- Gymnocephalus cernua
- Acerina cernua (Linnaeus, 1758)
- Gymnocephalus cernus (Linnaeus, 1758)
- Acerina cernua essipovi Burmakin, 1941
- Acerina fischeri Eichwald, 1873
- Cernua fluviatilis Fleming, 1828

## Popis
Ryba drobného vzrůstu. Tělo je protáhlé, z boků mírně zploštělé, tvarem podobné okounům. První hřbetní ploutev, vyztužená tvrdými paprsky, plynule přechází v druhou měkkou ploutev. Hřbet má zbarven šedozeleně až hnědošedě a pokryt drobnými, tmavými a nepravidelnými skvrnami. Břicho je běložluté. Žaberní víčka ježdíků se nápadně kovově lesknou a vybíhají v ostrý trn. Hřbetní a ocasní ploutev jsou šedohnědé, hustě tmavě skvrnité. Břišní ploutve a jejich řitní ploutev jsou špinavě žluté až šedočervené.
Růst ježdíka je pomalý. Dorůstá maximální délky až 25 cm, kdy délka běžná se udává 12 cm, a hmotnosti 0,3 kg. Dožívá se věku 10–⁠⁠⁠⁠⁠⁠11 let.

## Výskyt
Ježdík obecný je ryba dobře adaptovaná na eutrofizované vody. Obývá především ústí velkých, pomalu tekoucích řek nebo stojaté vody. Jeho doménou jsou dolní toky řek s písčitým až štěrkovitým dnem bez vegetace. Zdržuje se v hloubce a vyhýbá se prudce proudící vodě. Zimu přečkává v hlubokých tůních. Toleruje také vodu brakickou.  
Evropa: Velká Británie; severně až po přibližně 69° s. š. ve Skandinávii, dále povodí Kaspického, Černého, Baltského a Severního moře.
Asie: povodí Aralského jezera, povodí Severního ledového oceánu na východ až po povodí Kolymy. Několik zemí zde hlásí nepříznivý ekologický dopad výskytu tohoto druhu po zavlečení.

## Potrava
V mládí se ježdíci živí především zooplanktonem, ale i různou drobnou bentickou potravou. Především pak larvami vodního hmyzu, případně červy. ale i rybami. V dospělosti převažuje bentos, případně rybí potěr.

## Rozmnožování
Ježdík pohlavně dospívá ve věku 2–3 let. Tření probíhá v mělkých vodách období od dubna do května. Samice klade bílé až žluté jikry v lepkavých vláknech na kameny, vodní rostlinstvo i zatopené kořeny a větve. Jeho plodnost se pohybuje v rozmezí 1 000–10 000 jiker na samici. Larvy přežívají nejlépe v teplotním rozmezí 10–20 °C.

## Etymologie
Latinský název rodu ježdík (Gymnocephalus) pochází z řeckých slov gymnos, které znamená nahý, a kephalos, jež znamená hlava.